# Jossa (Adelsgeschlecht)
Die Herren von Jossa waren ein edelfreies Geschlecht, das im Jahre 1156 erstmals urkundlich erscheint und wohl eine Nebenlinie der Herren von Steckelberg war.  

## Geschichte
Das Geschlecht nannte sich selbst auch von Jasza (urkundlich auch von Jazo). Sie waren wohl die Erbauer der Burg Joß in Burgjoß bei Salmünster im nordwestlichen Spessart, die um 1160 aus Sandstein an Stelle eines auf Pfählen ruhenden und von einem Wassergraben umgebenen Holzbaus an der Jossa errichtet wurde. Im Jahre 1176 wurden sie von der Abtei Fulda mit Burg und Gericht Joß belehnt und waren seitdem die weltlichen Vertreter der Abtei im Tal der Jossa.
Mitte des 14. Jahrhunderts zogen sie sich aus dem Tal der Jossa zurück und verlegten ihren Herrschaftsmittelpunkt an die Bergstraße auf die von ihnen gebaute Burg Jossa, zwischen Jugenheim und Alsbach im heutigen Landkreis Darmstadt-Dieburg. Ihr Besitz im Jossgrund wurde nach und nach verkauft, größtenteils an die Herren von Thüngen und von Hutten.
Schon um 1290 hatten die Brüder Gebhard II. und Giso IV. von Jossa, Söhne Reinhards I. von Jossa und dessen Frau Agnes, über ihre Mutter, eine Tochter des Edelherren Konrad II. von Bickenbach (1245–1270) und dessen Frau Guda von Falckenstein (1237–1287), der Witwe von Schenk Konrad II. von Klingenberg, bedeutenden Besitz im vorderen Odenwald geerbt: Jugenheim mit Balkhausen, Quaddelbach, Winthan und Staffel sowie Langwaden und den Hof Dietersklingen. Dieser Besitz war wohl die Mitgift ihrer Mutter gewesen. Bald darauf, und wohl noch vor 1300, erbauten die Brüder auf dem 295 m hohen und damals Dagsberg genannten Burgberg bei Jugenheim die Burg Jossa. Im Jahre 1312 trugen die beiden ihre Burg dem Mainzer Erzbischof Peter von Aspelt zu Lehen auf und erhielten sie von ihm als Lehen zurück. Gerhard II. starb um 1335 und seine Erben verkauften die Burg und die dazugehörigen Ländereien nach und nach an die Schenken von Erbach. Ebenso veräußerten Gisos Witwe Hedwig 1338 und ihr Sohn 1339 ihre Anteile an Erbach. Damit kam das gesamte Amt Jossa, obwohl weiterhin Mainzer Lehen, in den alleinigen Besitz der Erbacher.